# Кужнур (Моркинський район)
Кужну́р (рос. Кужнур, марій. Кужнур) — присілок у складі Моркинського району Марій Ел, Росія. Входить до складу Моркинського міського поселення.

## Населення
Населення — 187 осіб (2010; 230 у 2002).
Національний склад (станом на 2002 рік):
- марійці — 93 %